# Stratiomys floridensis
Stratiomys floridensis är en tvåvingeart som beskrevs av Steyskal 1952. Stratiomys floridensis ingår i släktet Stratiomys och familjen vapenflugor. Inga underarter finns listade i Catalogue of Life.